# Домброва (Варшавський-Західний повіт)
Домброва (пол. Dąbrowa) — село в Польщі, у гміні Ломянки Варшавського-Західного повіту Мазовецького воєводства.
Населення — 125 осіб (2011).
У 1975-1998 роках село належало до Варшавського воєводства.

## Демографія
Демографічна структура станом на 31 березня 2011 року:
|          | Загалом | Допрацездатний вік | Працездатний вік | Постпрацездатний вік |
| -------- | ------- | ------------------ | ---------------- | -------------------- |
| Чоловіки | 53      | 9                  | 39               | 5                    |
| Жінки    | 72      | 15                 | 38               | 19                   |
| Разом    | 125     | 24                 | 77               | 24                   |